# Valenciennea muralis
Valenciennea muralis là một loài cá biển thuộc chi Valenciennea trong họ Cá bống trắng. Loài này được mô tả lần đầu tiên vào năm 1837.

## Từ nguyên
Tính từ định danh muralis trong tiếng Latinh có nghĩa là "như bức tường", hàm ý đề cập đến kiểu hình của loài cá này có những vệt sọc giống như đường vân của một bờ tường đá.

## Phân bố và môi trường sống
V. muralis có phân bố rộng rãi ở khu vực Đông Ấn Độ Dương và Tây Thái Bình Dương, từ bờ biển Andaman trải dài về phía đông đến Palau, quần đảo Marshall và Fiji, qua khắp Đông Nam Á, ngược lên phía bắc đến Hồng Kông, về phía nam đến bờ bắc Úc. Gần đây loài này được ghi nhận ở Bangladesh nhờ vào phân tích mã vạch DNA.
Ở Việt Nam, V. muralis được ghi nhận ở vùng triều Ninh Hải (Ninh Thuận) và vịnh Vân Phong (Khánh Hòa).
V. muralis sống trên vùng cát nông và bãi đá vụn, hay vùng phù sa trên rạn san hô đầm phá, có khi ven rừng ngập mặn, được tìm thấy ở độ sâu đến ít nhất là 15 m.

## Mô tả
Chiều dài chuẩn lớn nhất được ghi nhận ở V. muralis là 16 cm. Cá có màu xám nhạt ở lưng, chuyển dần sang trắng ở thân dưới. Có 2 đến 3 sọc đỏ dọc chiều dài thân, cũng như các sọc đỏ trên gốc các vây lưng và vây hậu môn. Chóp vây lưng trước có đốm đen. Vây đuôi hình thoi, dài hơn đầu, lốm đốm các vệt đỏ.
Số gai ở vây lưng: 7; Số tia ở vây lưng: 12–13; Số gai ở vây hậu môn: 1; Số tia ở vây hậu môn: 12–13; Số tia ở vây ngực: 18–21.

## Sinh thái
V. muralis ăn các loài động vật giáp xác nhỏ bằng cách rây từng ngụm cát. Cá trưởng thành sống thành đôi trong khi cá con thường bơi theo nhóm nhỏ.
V. muralis có thể sống được 12 tháng, cũng là tuổi thọ cao nhất được ghi nhận ở loài này. Những cá thể có tổng chiều dài từ 6 cm trở lên và từ 6 tháng tuổi đều trưởng thành. Nhìn chung, cá đực và cái trưởng thành ở cùng kích thước, nhưng độ tuổi trung bình mà cá đực trưởng thành sớm hơn (cũng không đáng kể) so với cá cái.
Một nghiên cứu cho thấy, V. muralis ghép đôi trùng với thời điểm chúng trưởng thành, chỉ ra rằng chúng ghép đôi là để sinh sản. Những nghiên cứu khác cũng cho thấy, V. muralis sống theo cặp đơn phối ngẫu.